# Heuliez Bus Access'Bus

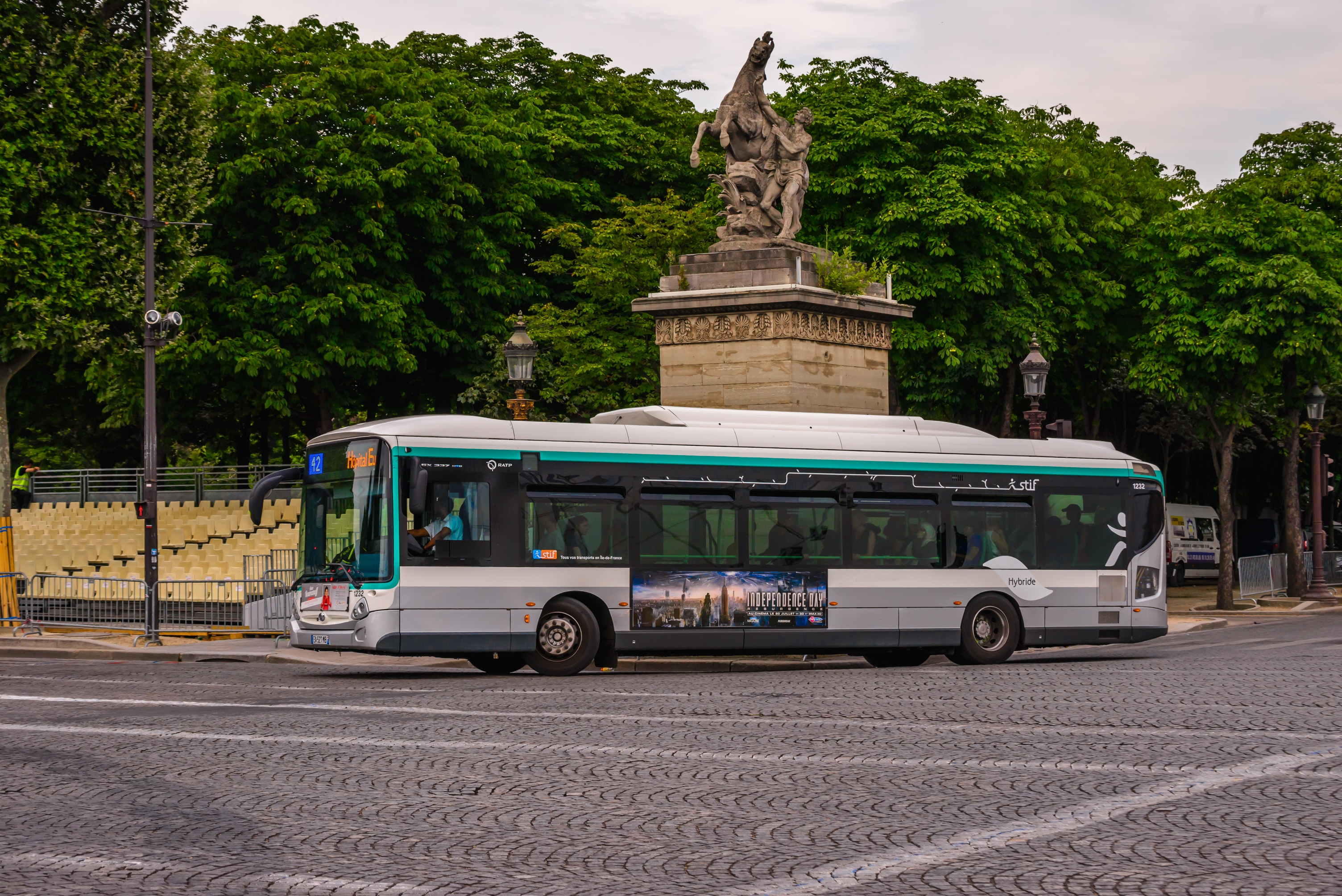
Heuliez GX 337 Hybride
Véhicule standard de la marque, actuellement en commercialisation.

Access'Bus est une gamme d'autobus urbains de la marque française Heuliez Bus depuis 1994 ayant comme particularité d'avoir un plancher bas. Quinze véhicules font actuellement partie de cette gamme.

## Les différents véhicules

### Série 100

#### GX 117&GX 117 L
Midibus et midibus long fabriqué entre 1998 et 2006.

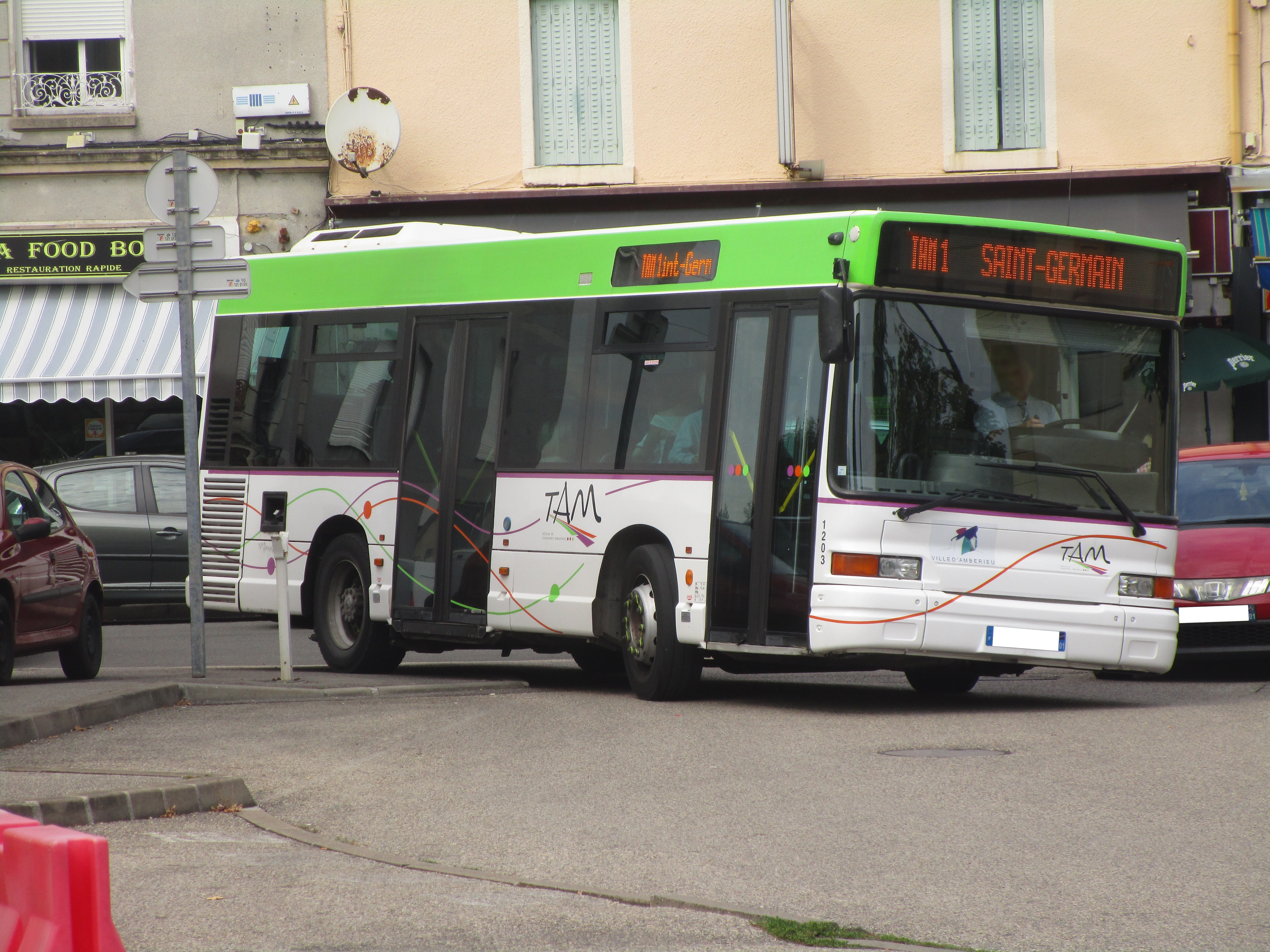
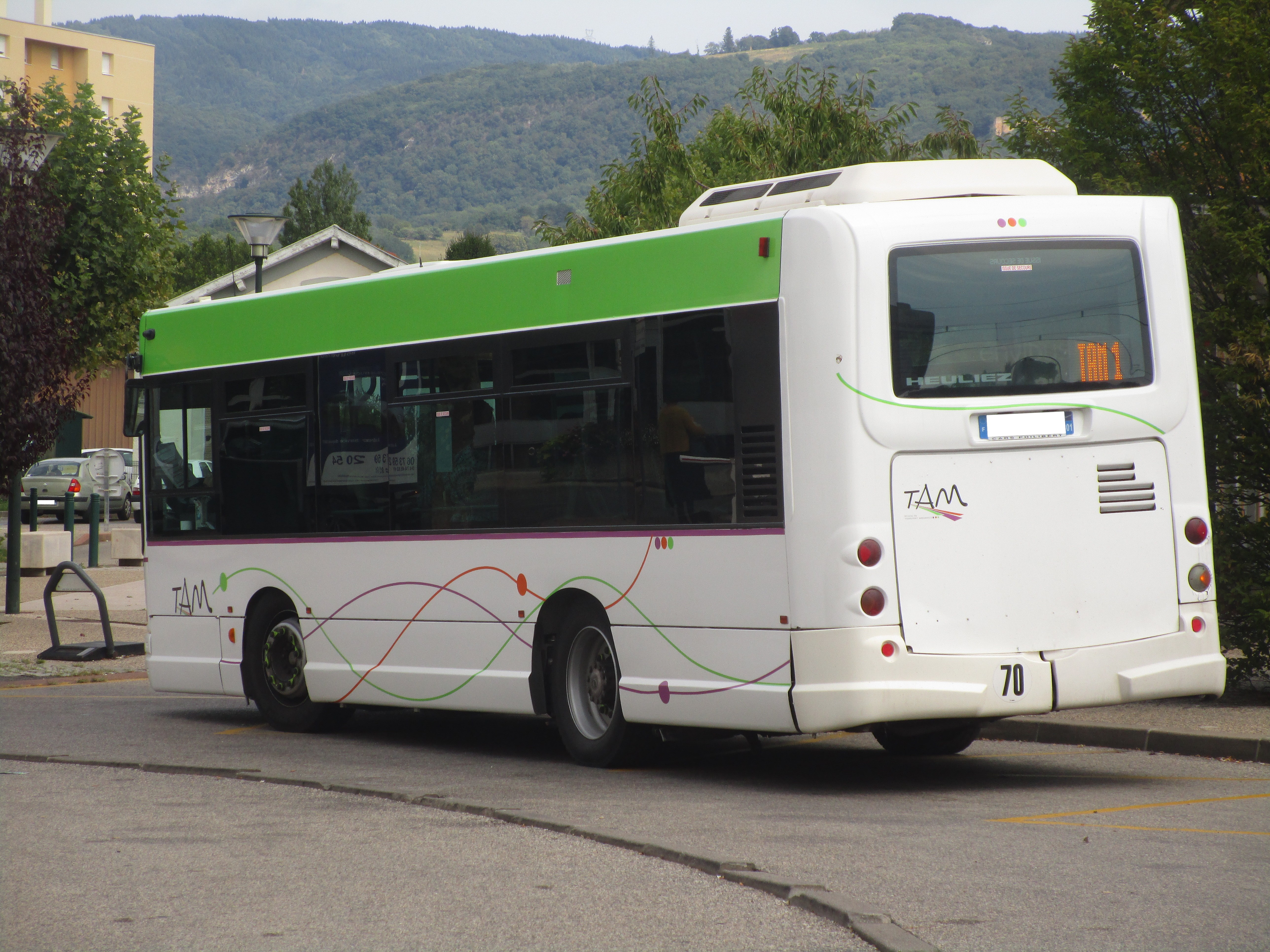

#### GX 127&GX 127 L
Midibus et midibus long fabriqué entre 2005 et 2014.

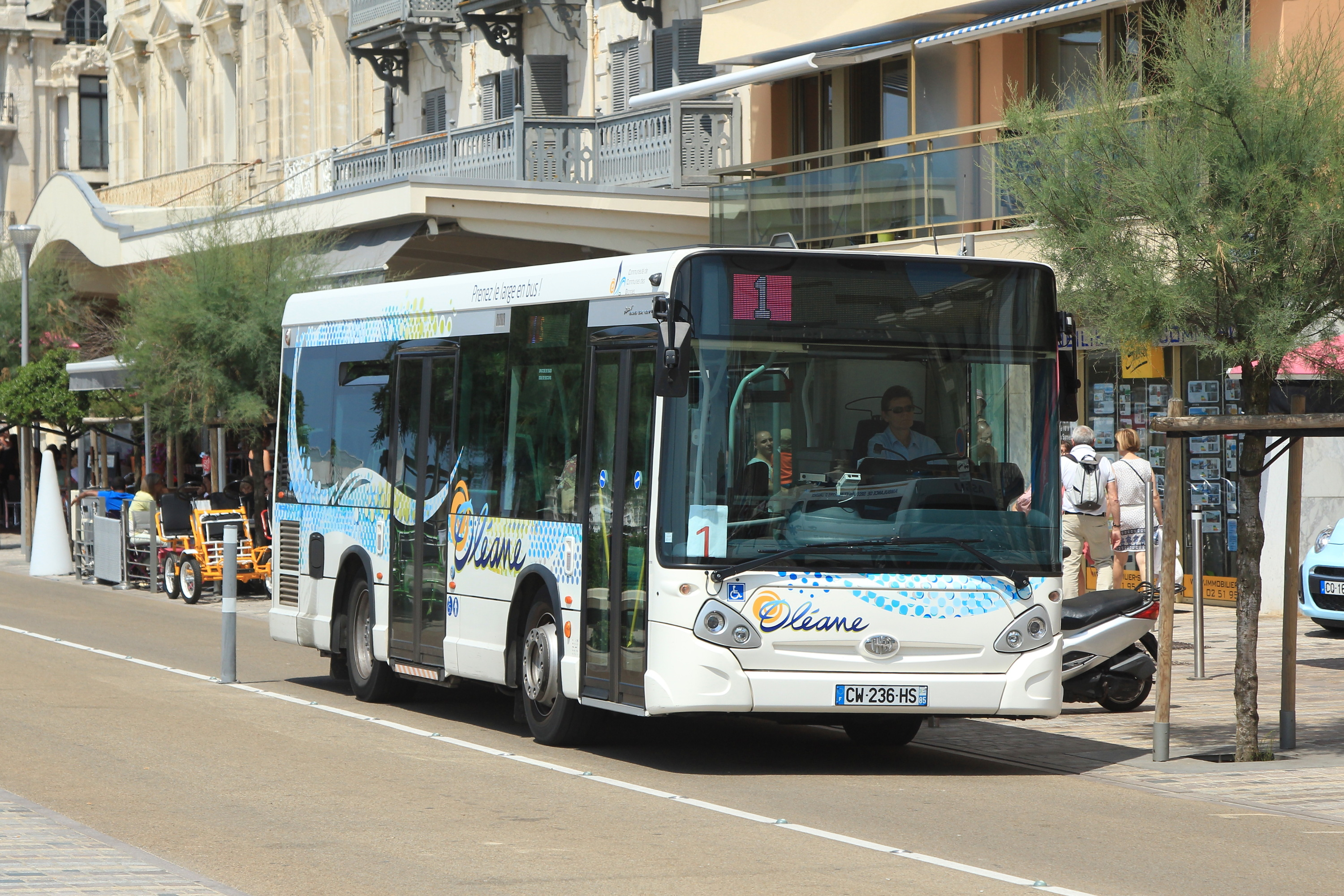
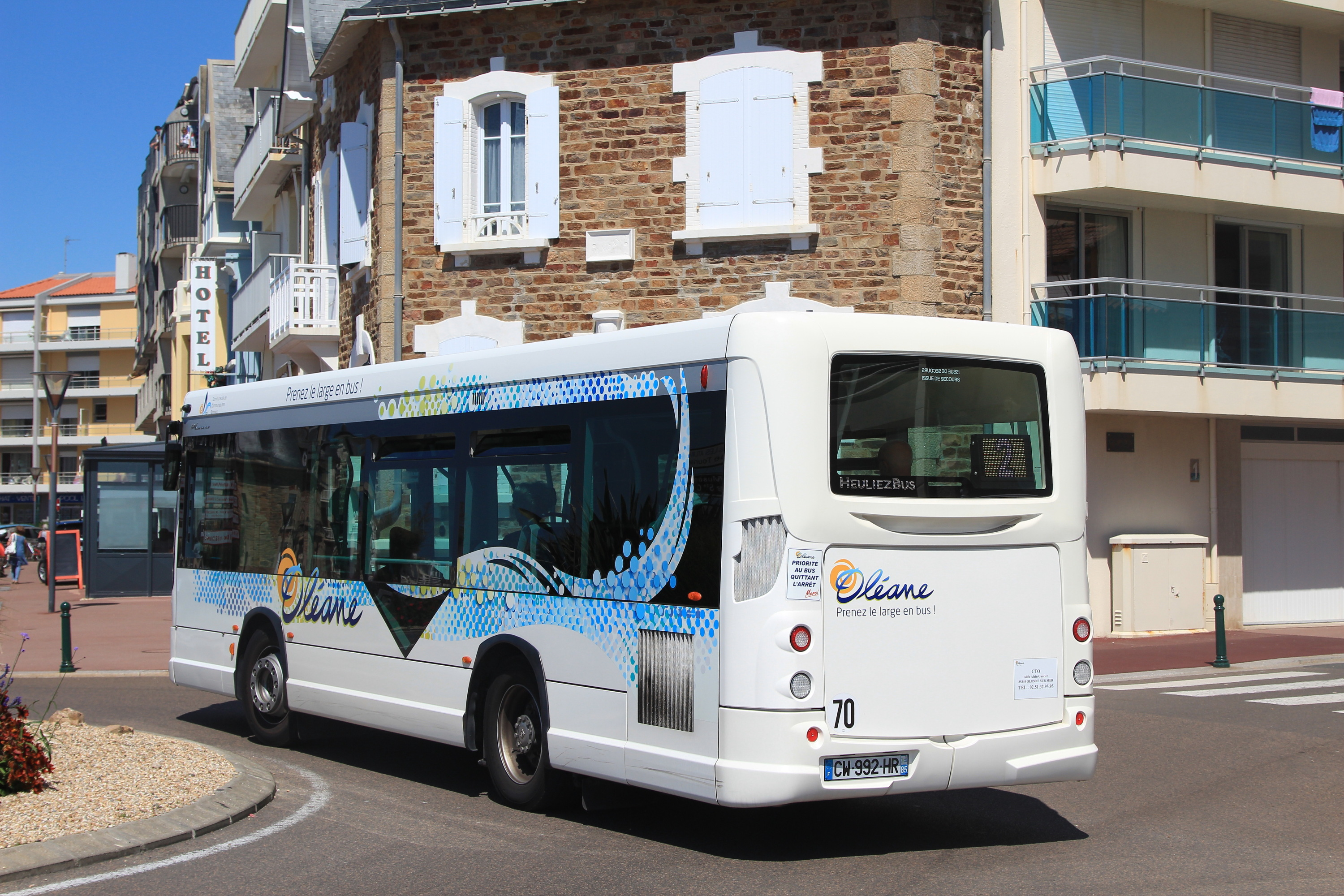

#### GX 137&GX 137 L
Midibus et midibus long fabriqué depuis 2014.

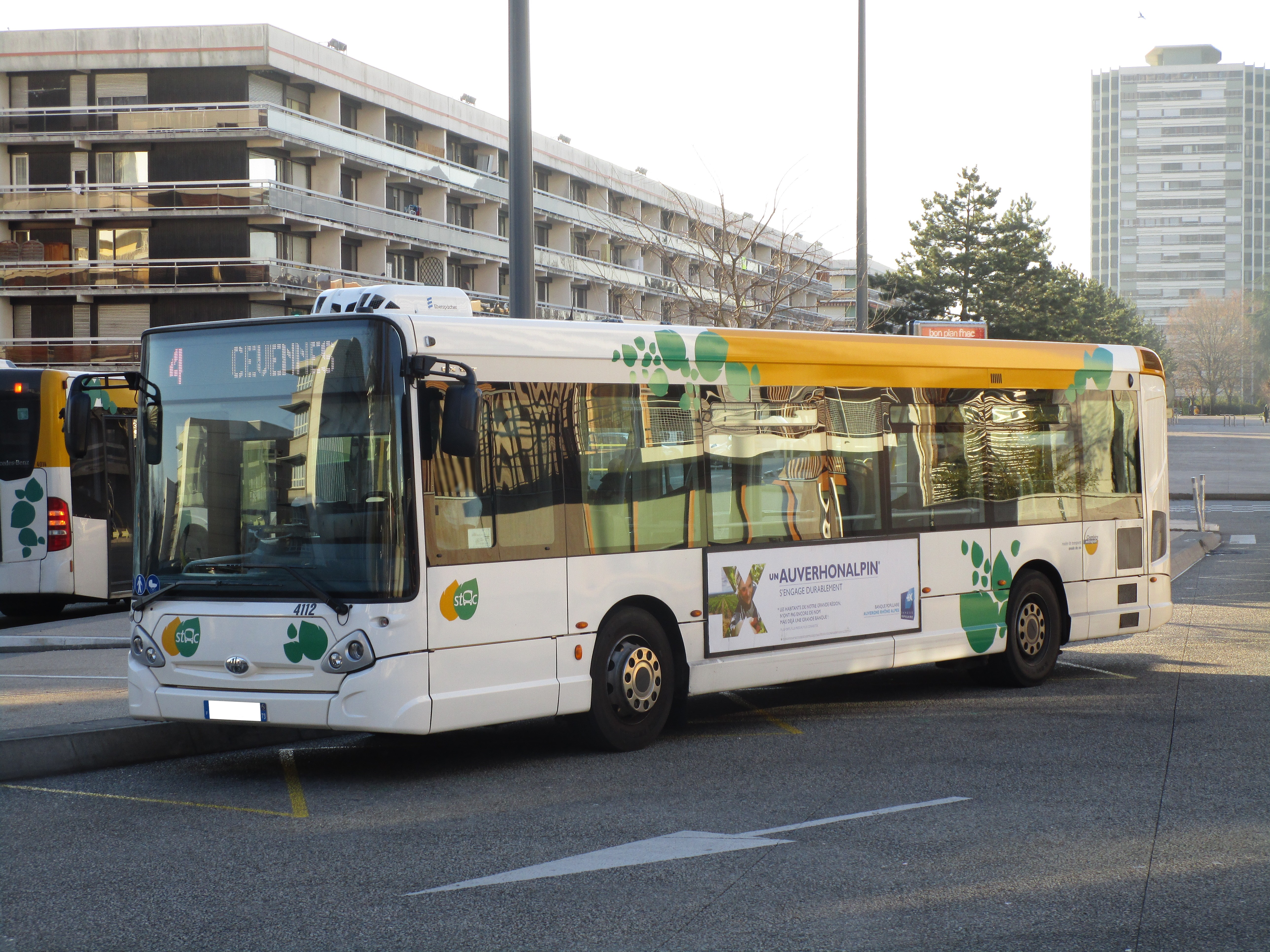
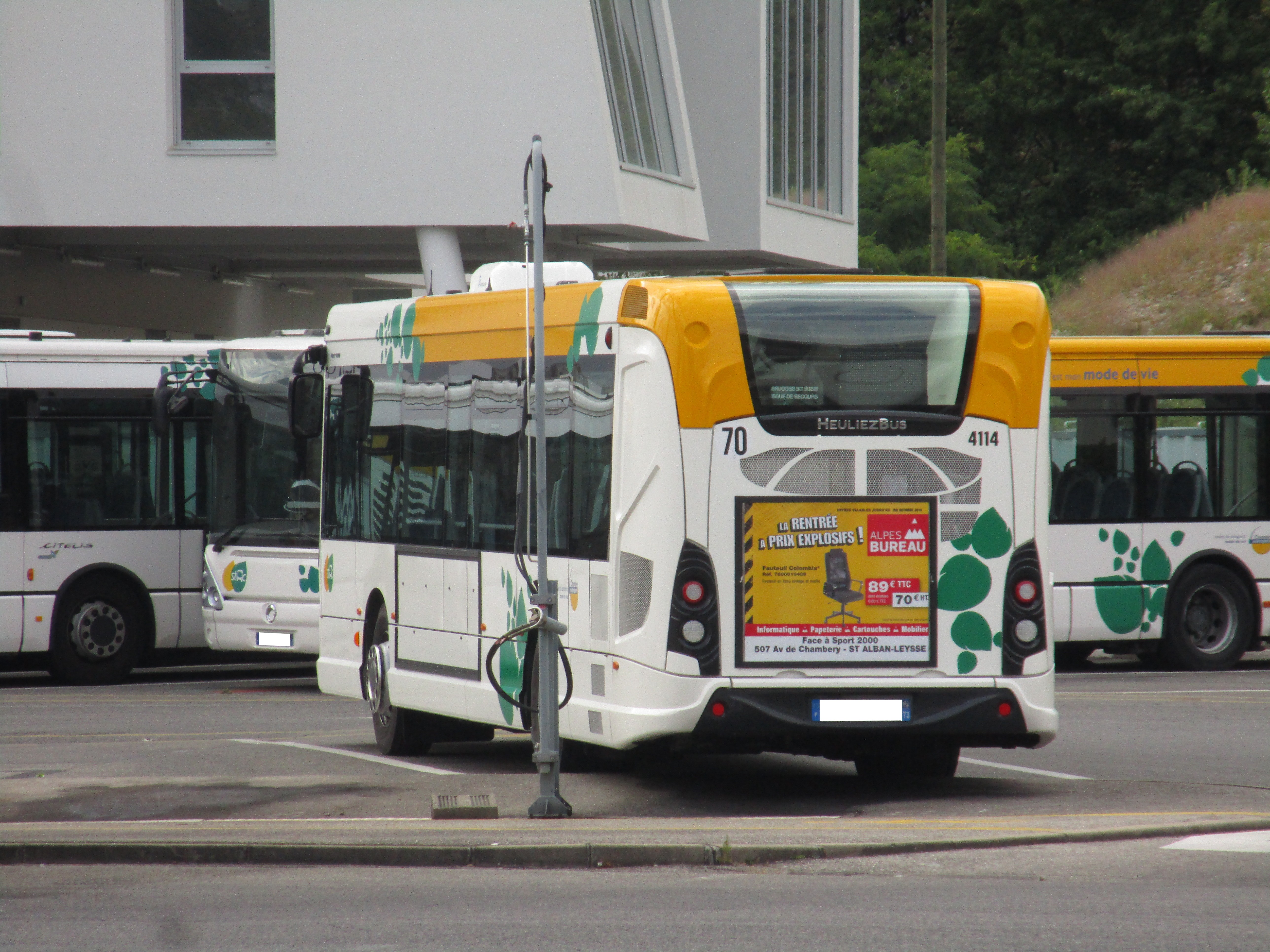

### Série 200

#### GX 217
Autobus standard fabriqué entre 1996 et 2001 en collaboration avec Volvo.

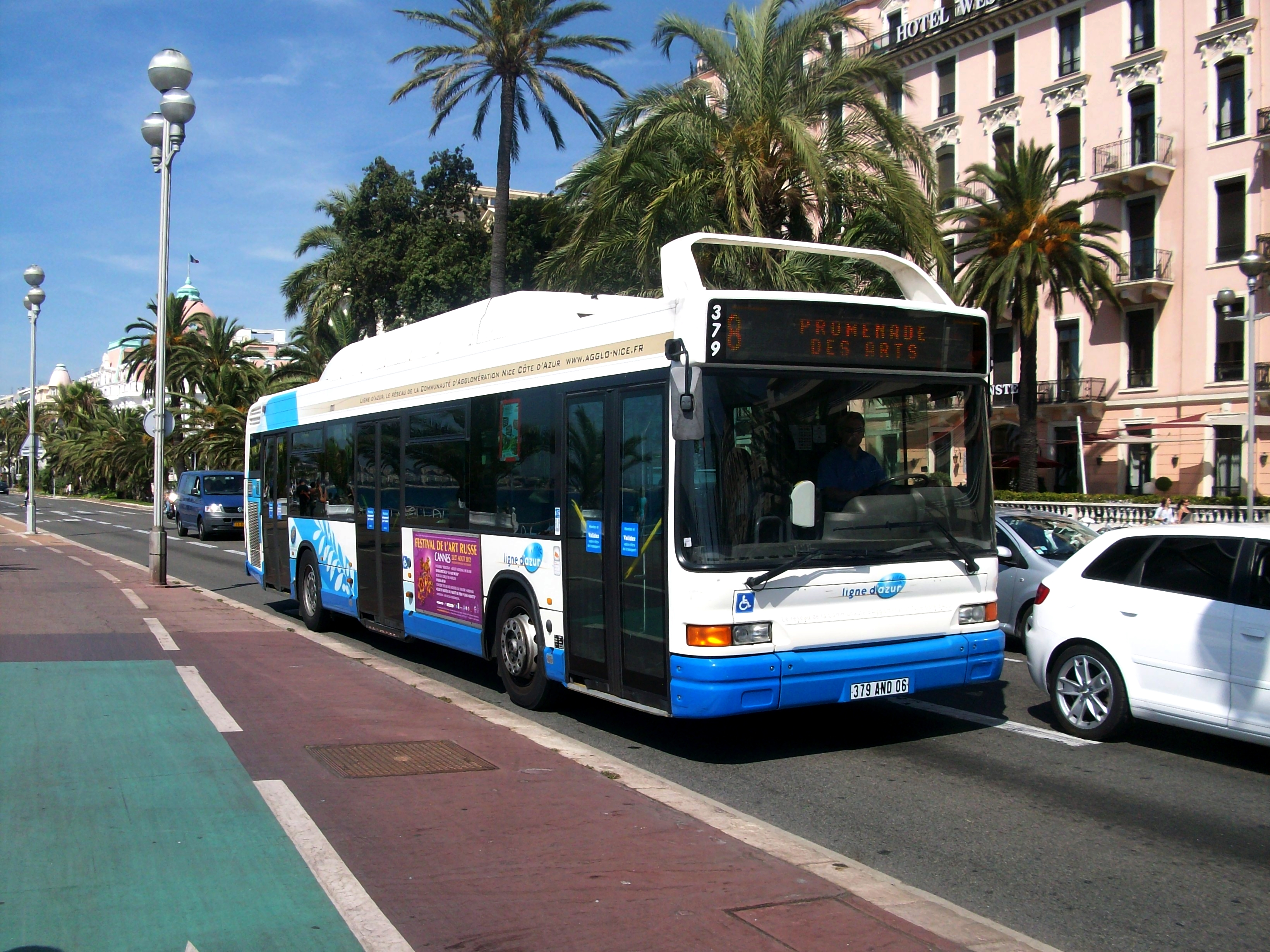
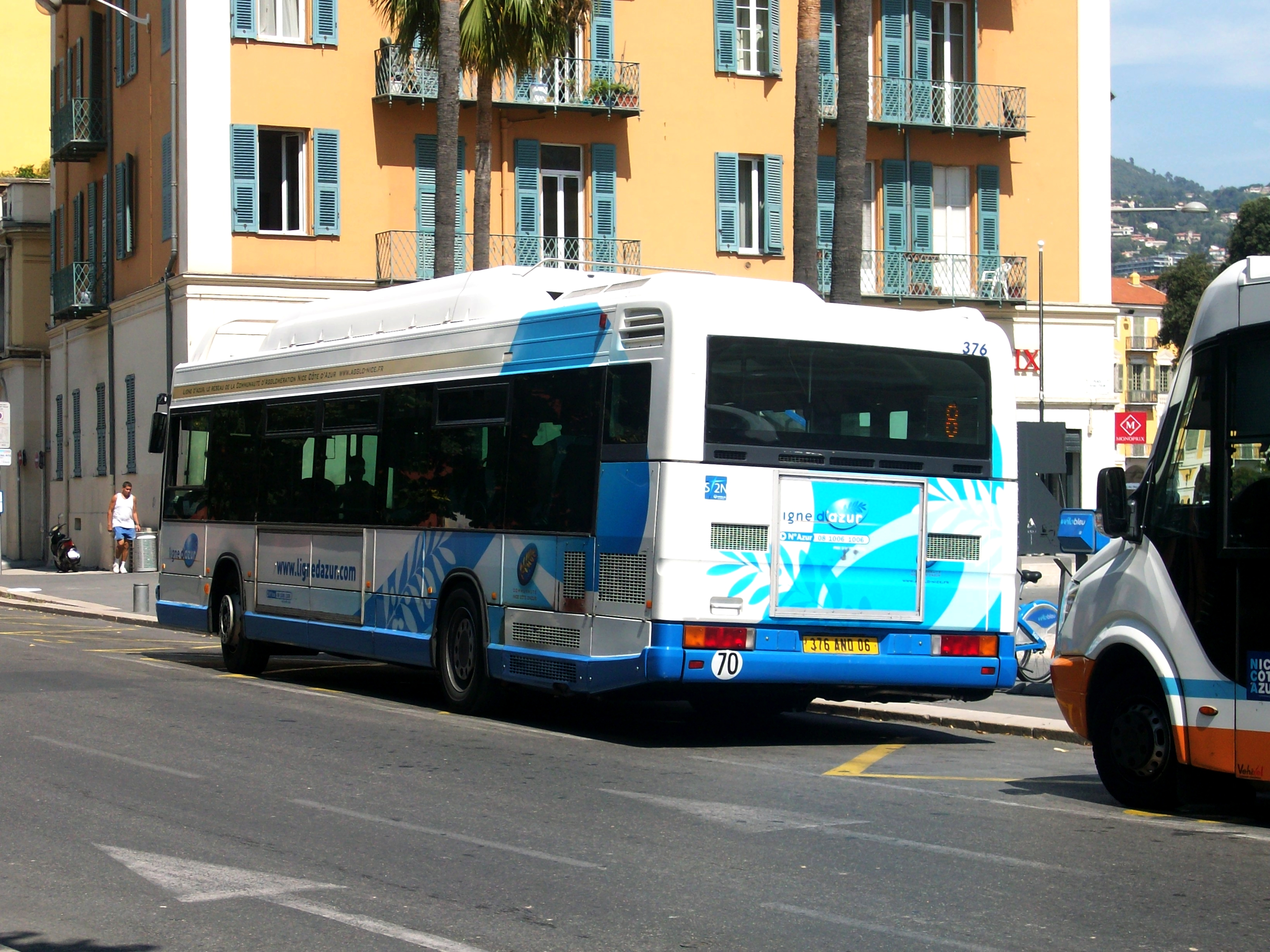

### Série 300

#### GX 317
Autobus standard fabriqué entre 1994 et 2005.

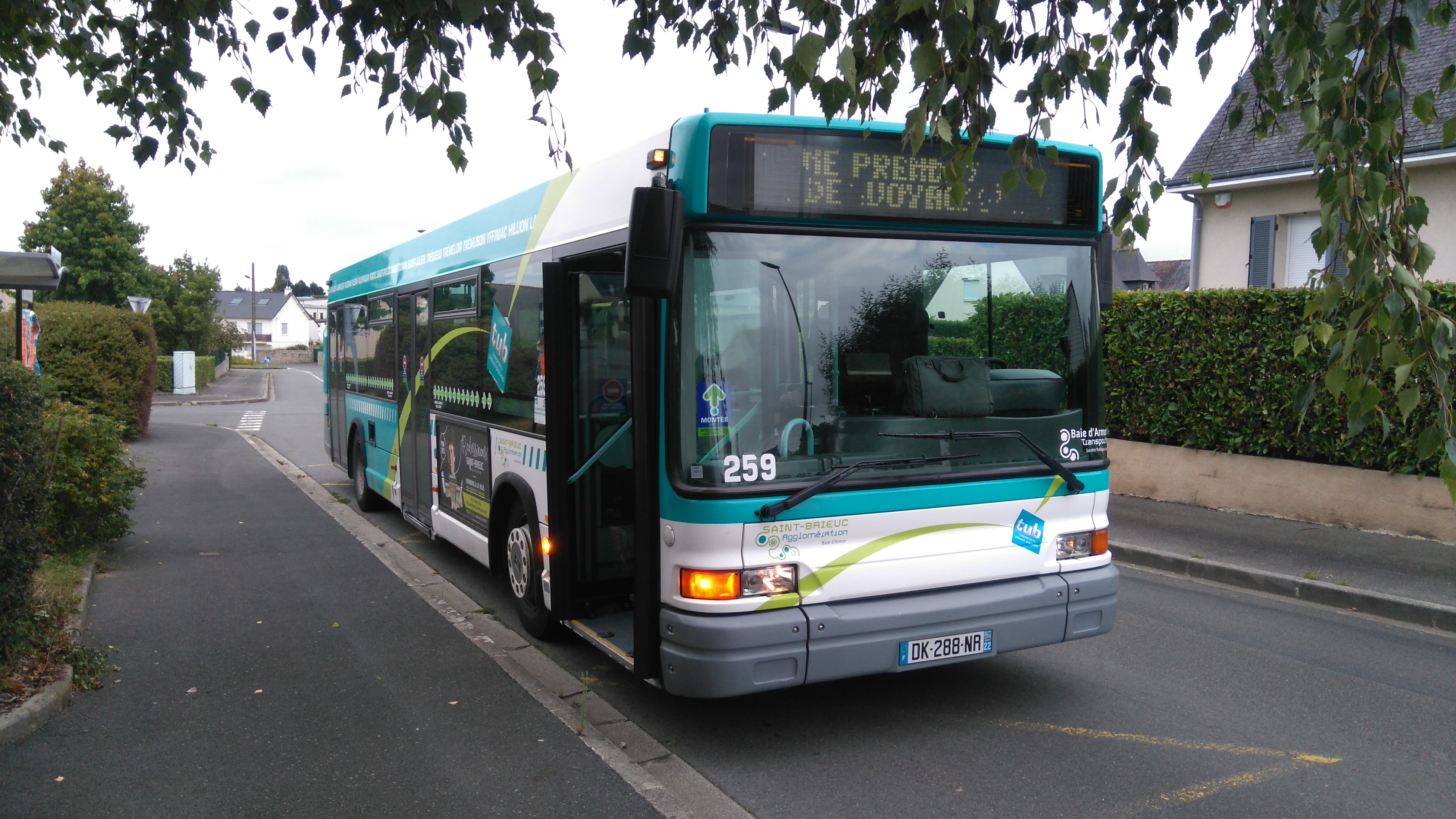
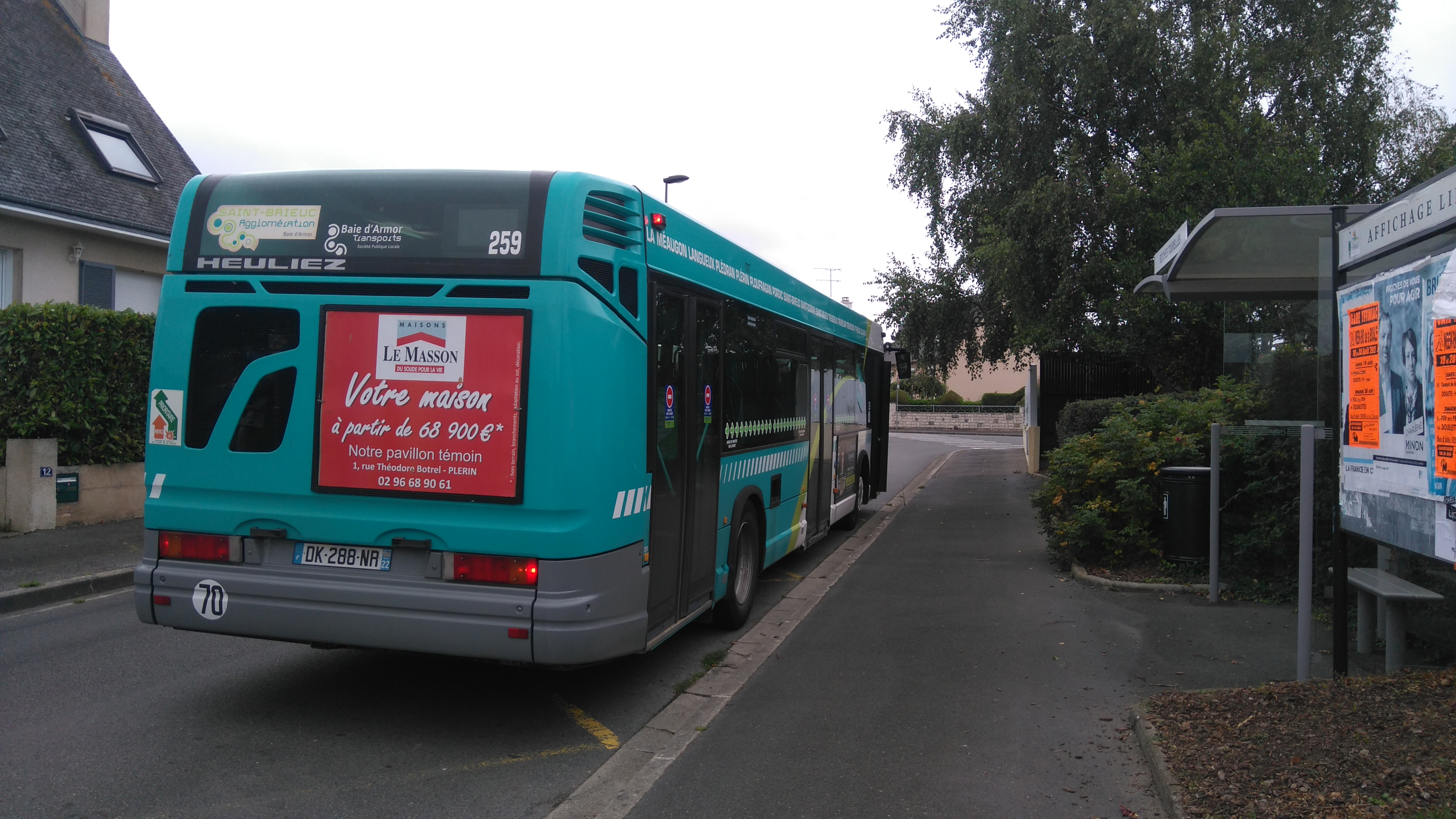

#### GX 327
Autobus standard fabriqué entre 2005 et 2013.

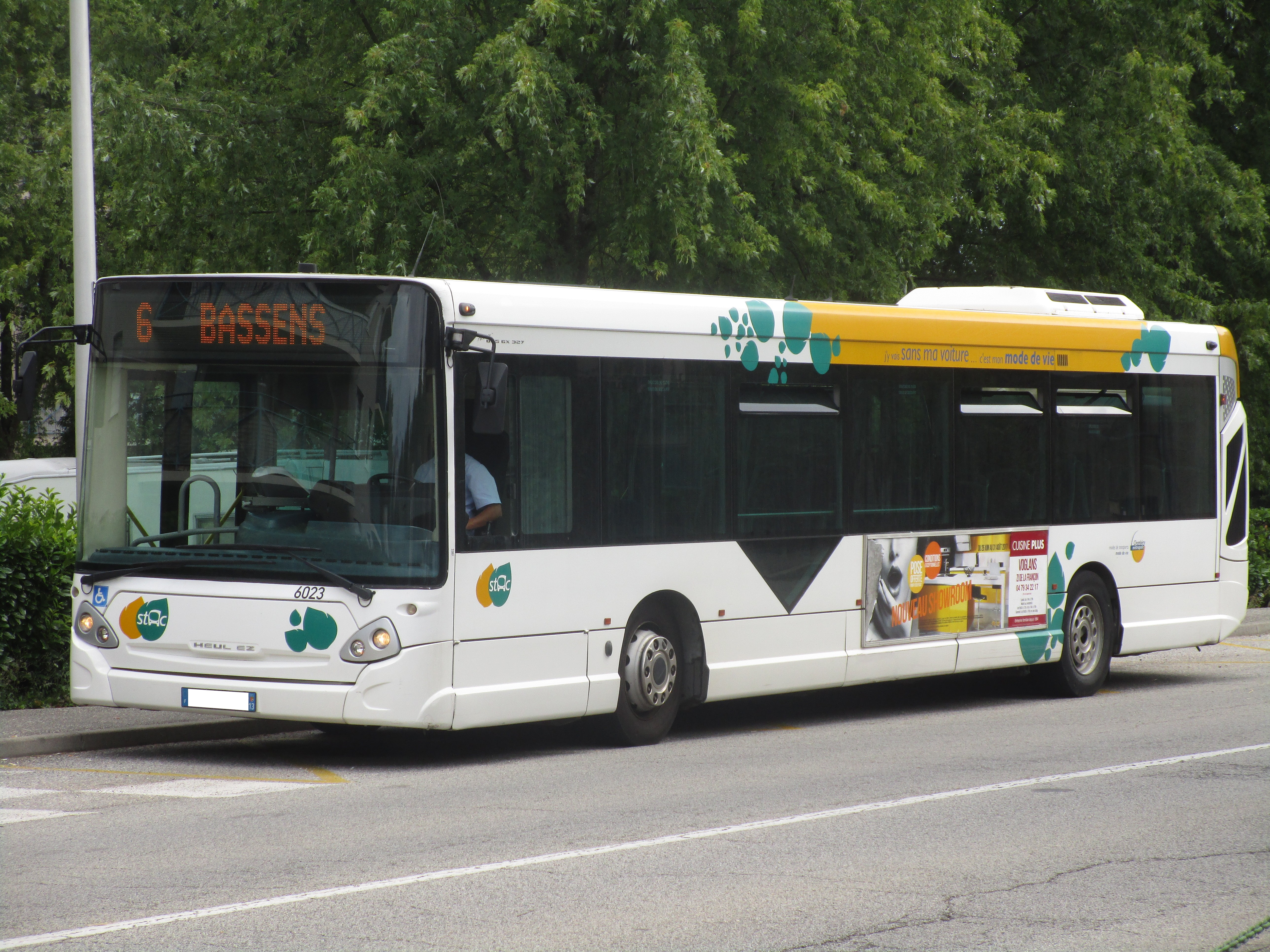
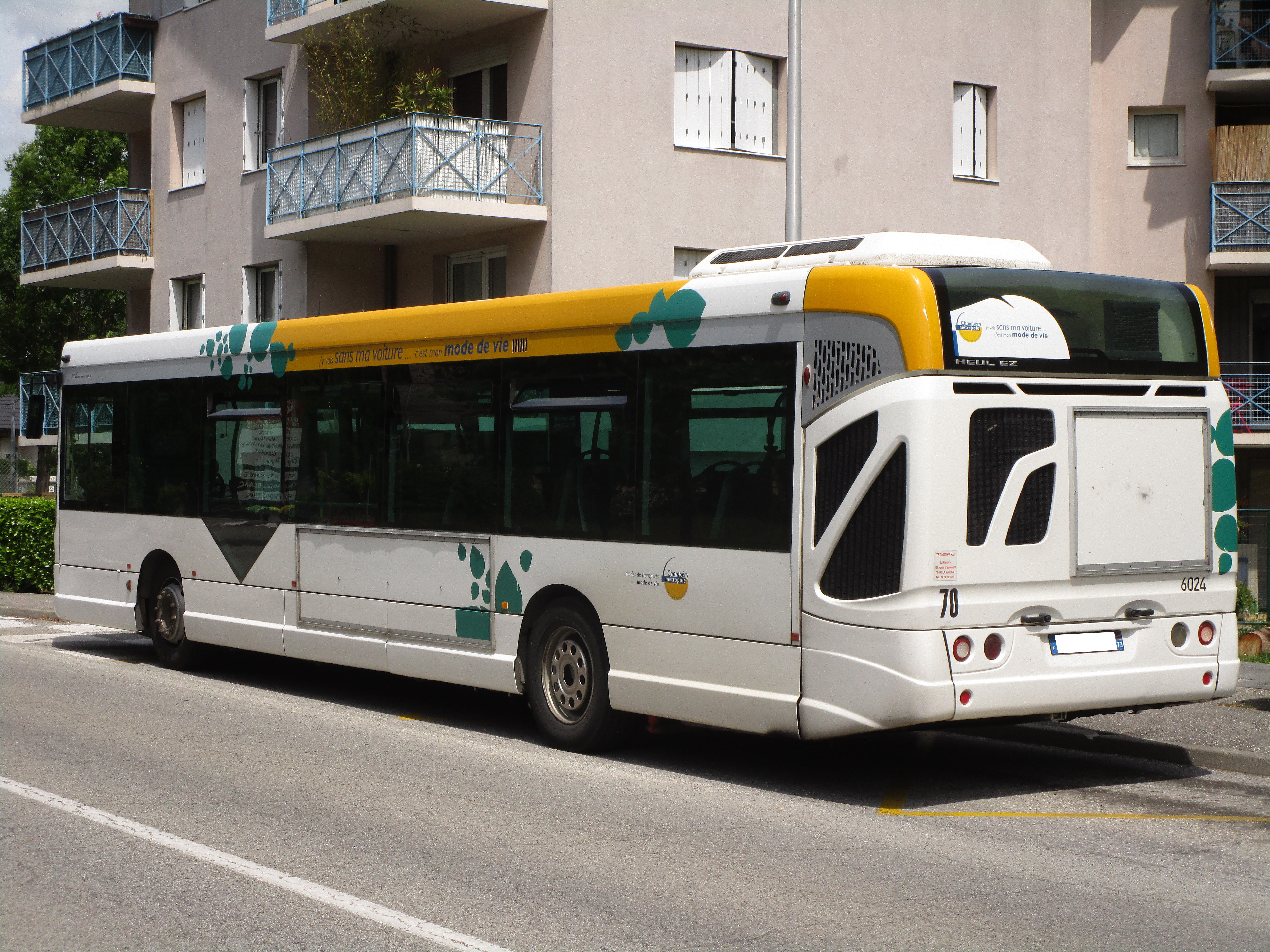

#### GX 337
Autobus standard fabriqué depuis 2013.

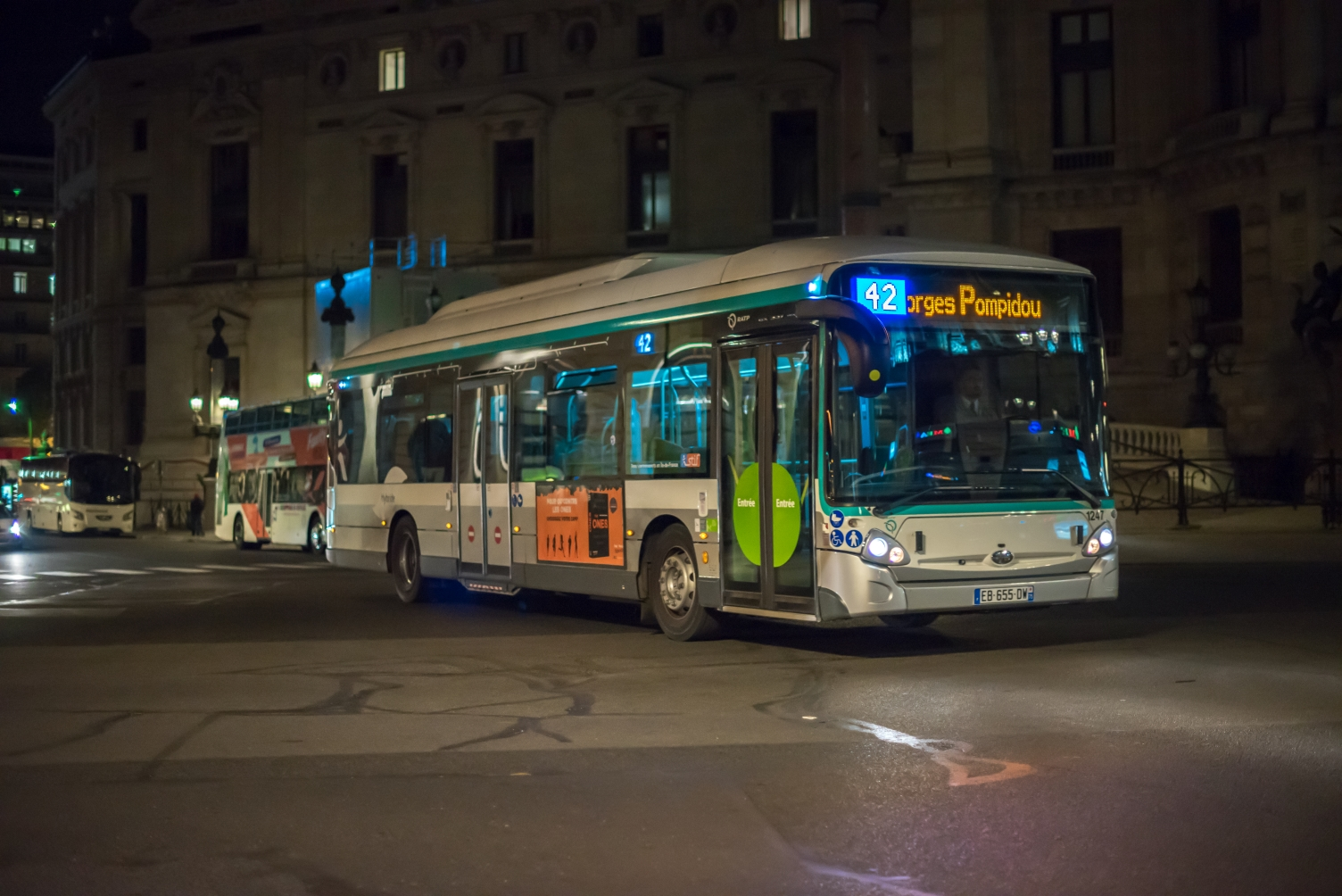
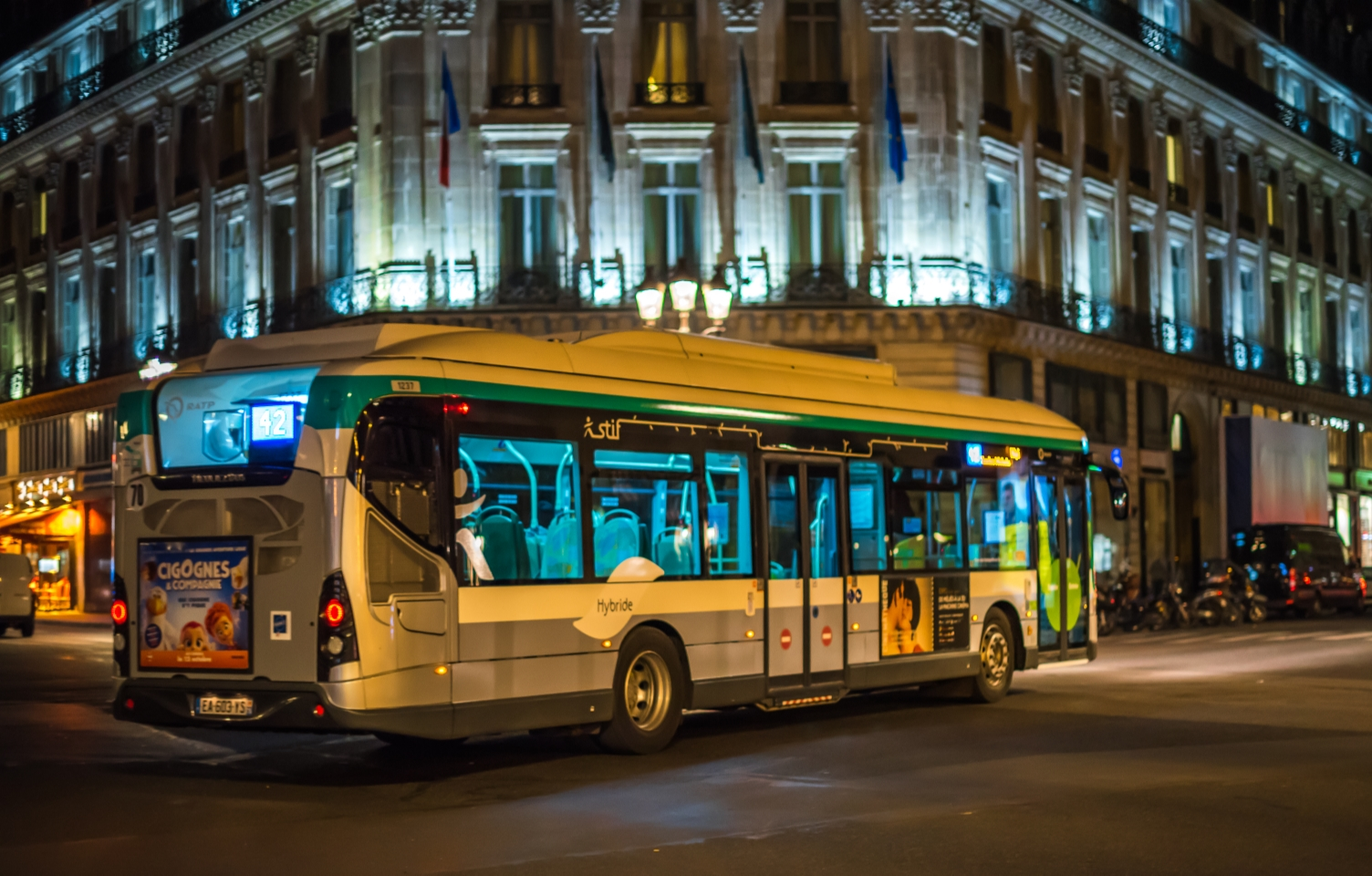

### Série 400

#### GX 417
Autobus articulé fabriqué entre 1995 et 2000 en collaboration avec Volvo.

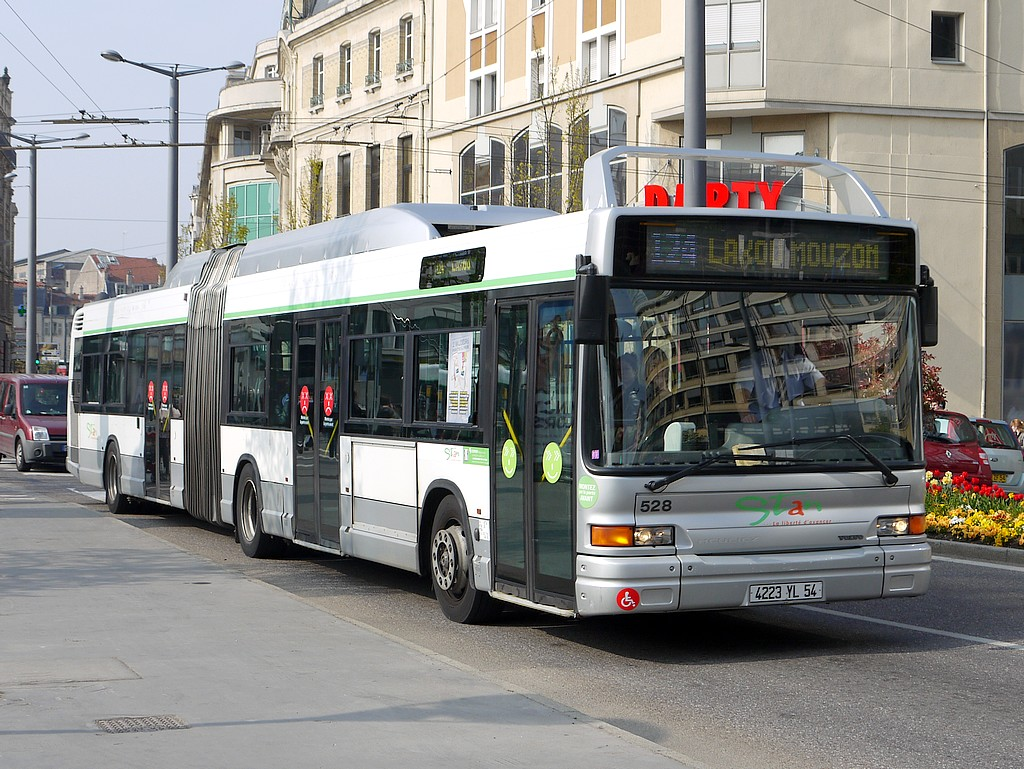

#### GX 427
Autobus articulé fabriqué entre 2007 et 2014.

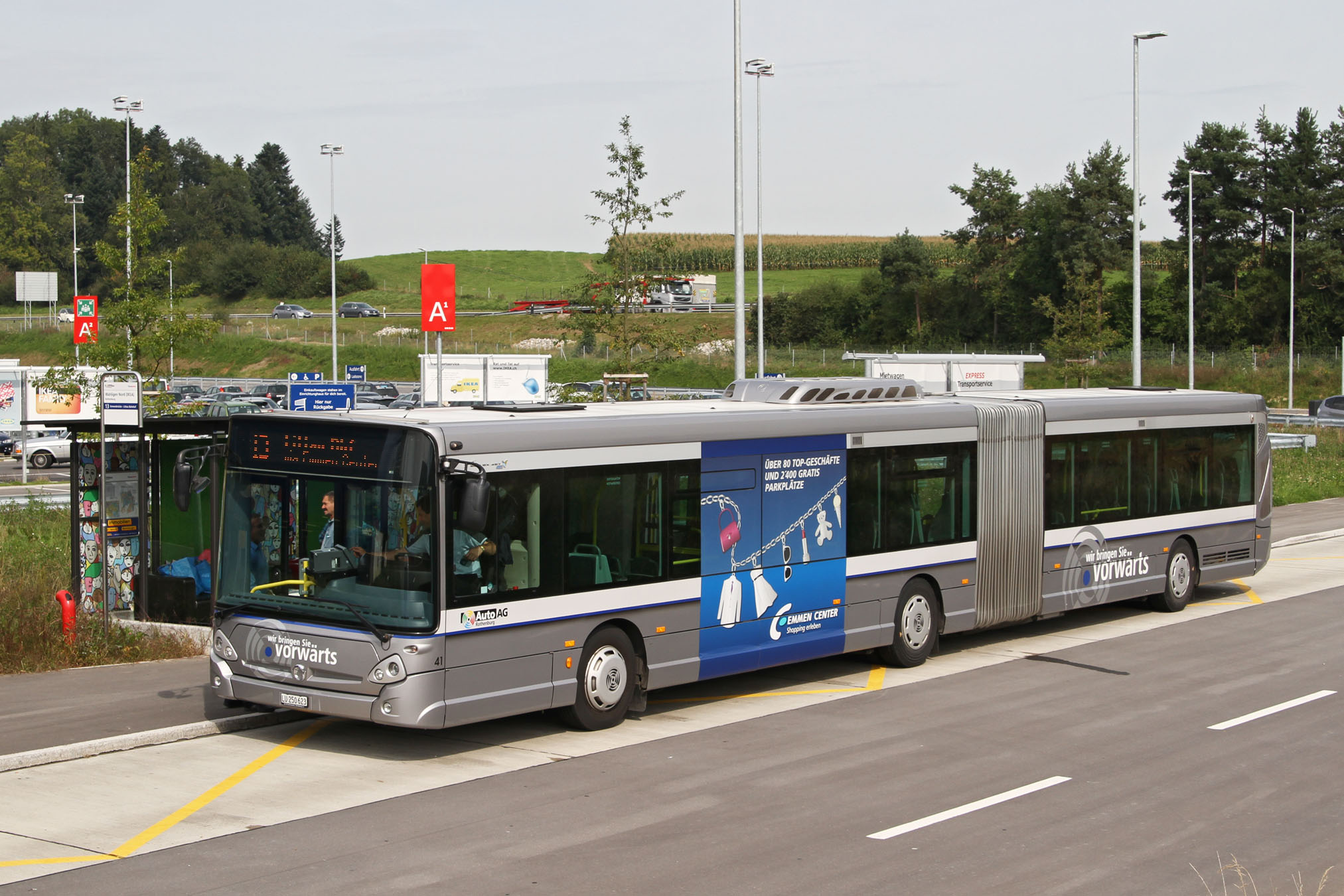
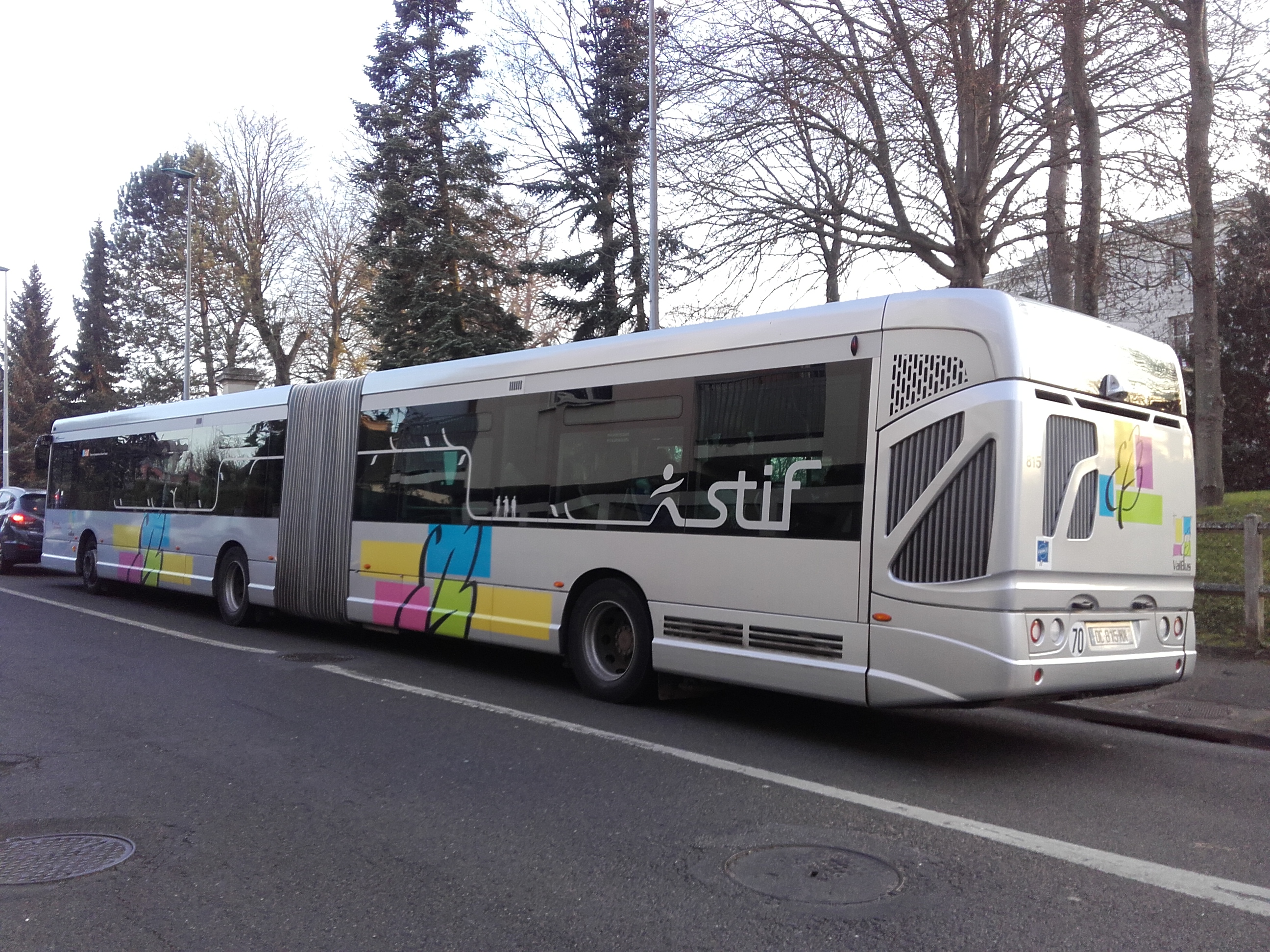

#### GX 437
Autobus articulé fabriqué depuis 2014.

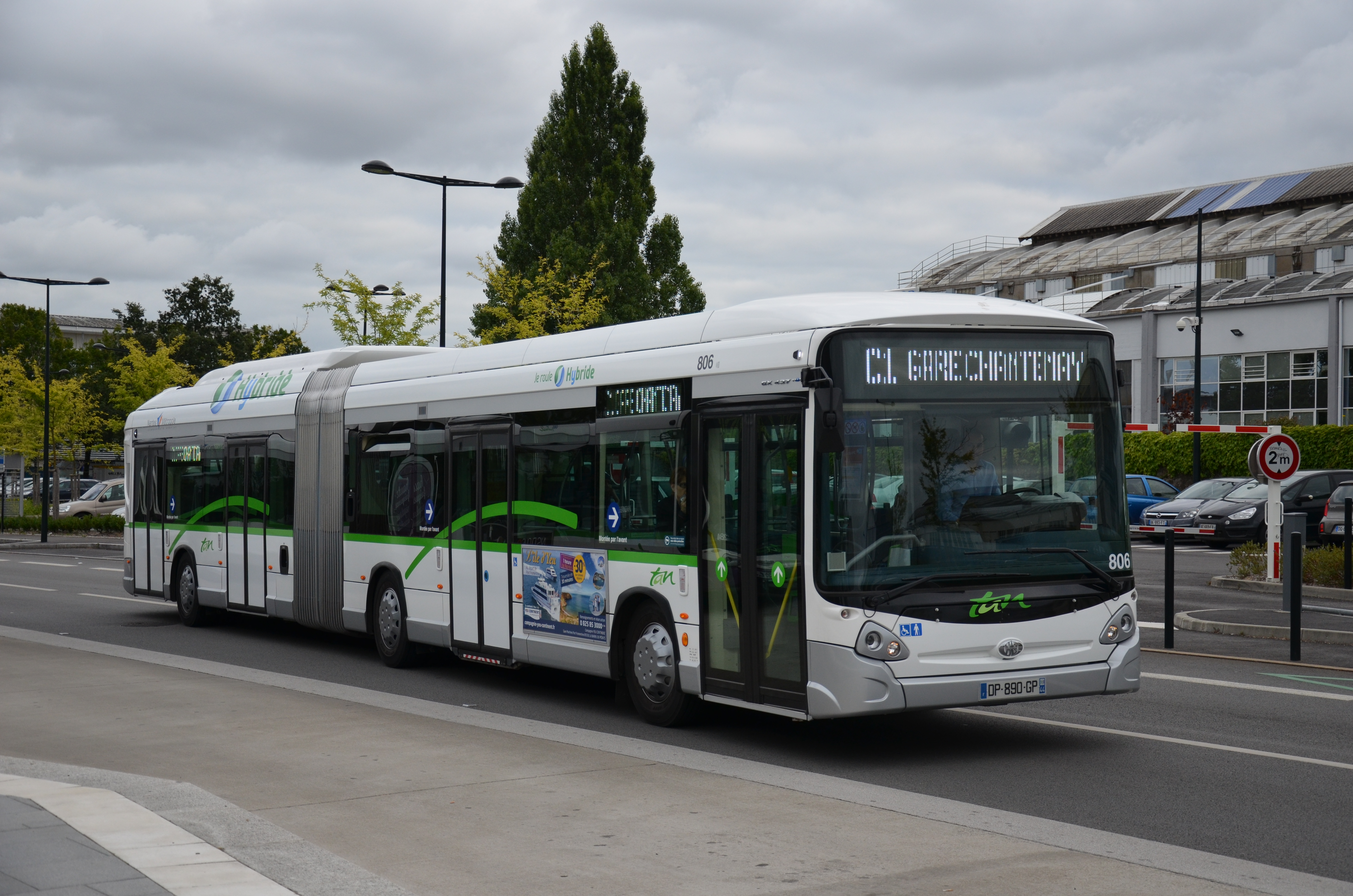
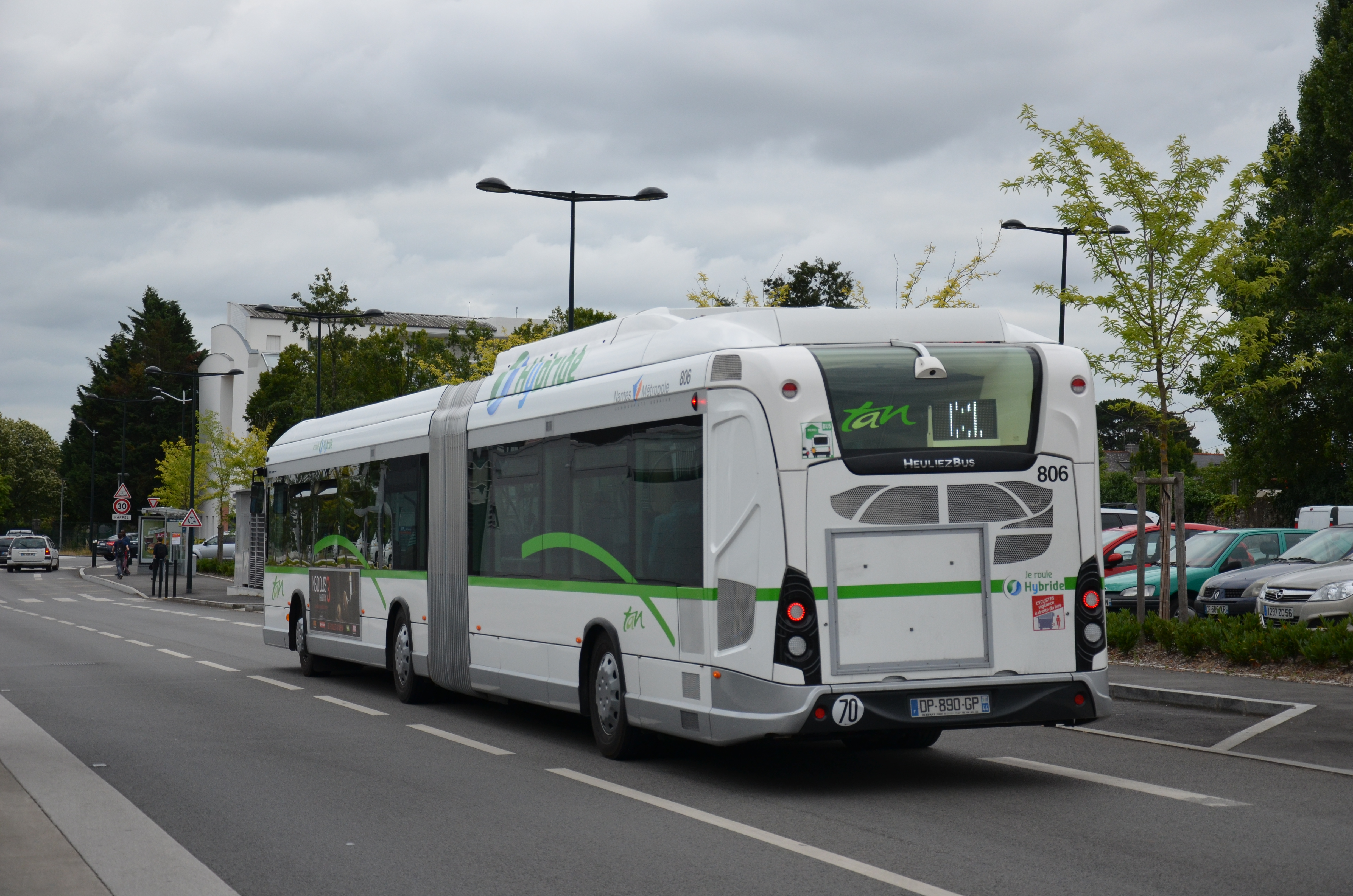

### GX Linium
Autobus standard et articulé BHNS fabriqués depuis 2017.

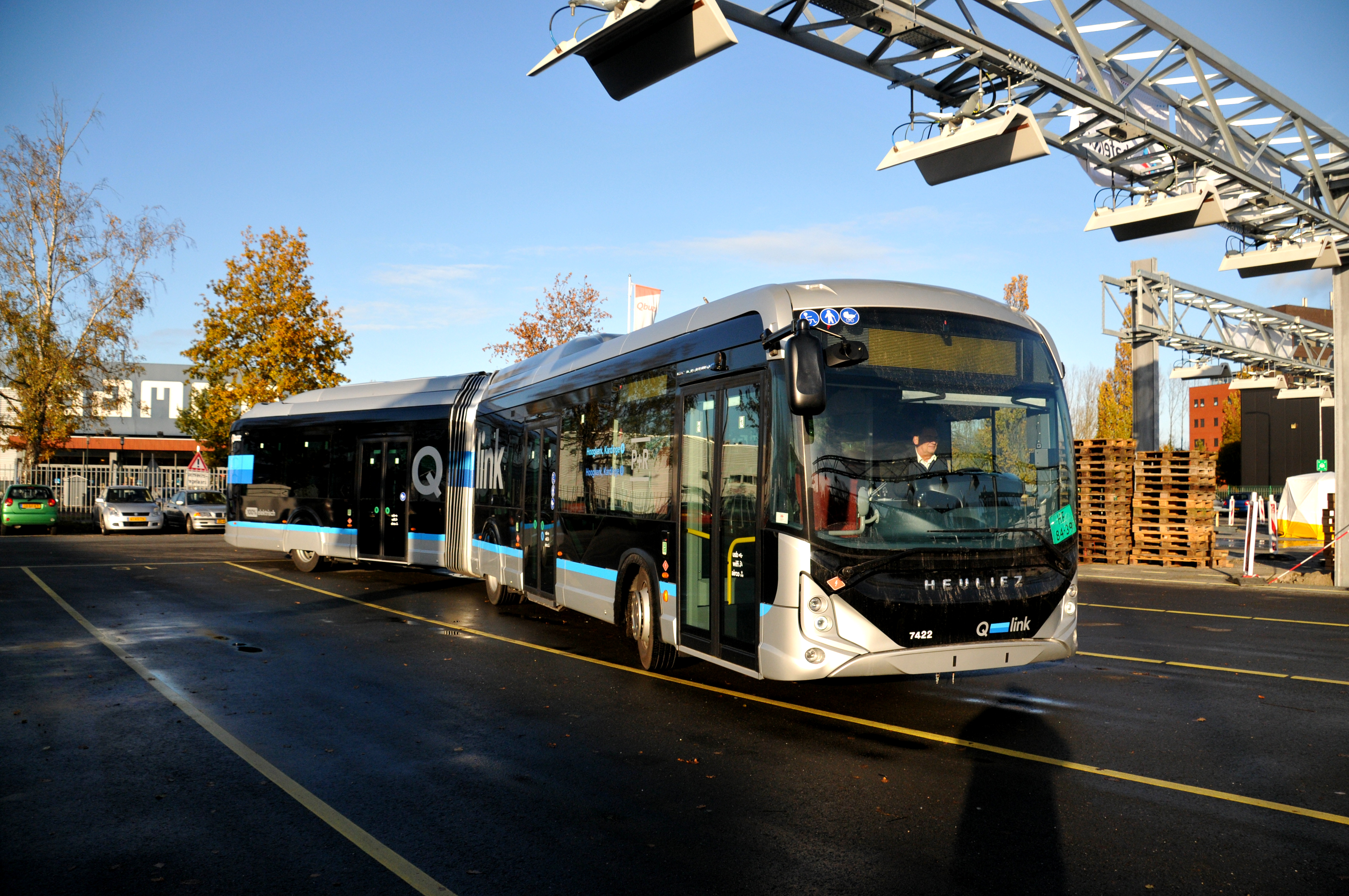
GX 437 Linium ELEC.